# الحكومة الإلكترونية في دولة الإمارات العربية المتحدة
تستثمر دولة الإمارات العربية المتحدة بكثافة في اعتماد وتنفيذ تكنولوجيا المعلومات والاتصالات في قطاعيها الحكومي والخاص. ويشير تقرير تكنولوجيا المعلومات العالمية 2010-2011 إلى أن دولة الإمارات العربية المتحدة تقود منطقة الشرق الأوسط وشمال أفريقيا في الاستفادة من تكنولوجيا المعلومات والاتصالات لزيادة التنويع الاقتصادي والقدرة التنافسية. ارتفعت مساهمة قطاع الاتصالات في اقتصاد دولة الإمارات العربية المتحدة من 4.1 في المائة المائة في عام 2007 إلى 5.3 في المائة في عام 2010 وفقاً لتقرير "تطورات ومؤشرات قطاع الاتصالات في الإمارات (2007-2010)" الصادر في مايو 2011 عن هيئة تنظيم الاتصالات، الإمارات العربية المتحدة. تشير تقديرات دائرة التنمية الاقتصادية في أبو ظبي إلى أن الاستثمارات في قطاعي تكنولوجيا المعلومات والاتصالات من المرجح أن تصل إلى 18.4 مليار درهم إماراتي (5 مليارات دولار أمريكي) في عام 2011، مقابل 16.1 مليار درهم إماراتي في عام 2010.
يعد برنامج الحكومة الإلكترونية في دولة الإمارات العربية المتحدة مبادرة رئيسية ضمن استراتيجية حكومة الإمارات 2011-2013 والتي تضع الأساس لتحقيق رؤية الإمارات 2021.

## البداية والجدول الزمني
بدأت دولة الإمارات العربية المتحدة بعض خدماتها الإلكترونية مثل الدرهم الإلكتروني في وقت مبكر من عام 2001. وقد حلت الخدمة التي أطلقتها وزارة المالية محل الطريقة التقليدية لدفع وتحصيل الرسوم الحكومية خدمات. قامت الحكومة تدريجياً بتوفير المزيد من الخدمات عبر الإنترنت.
| # | سنة              | خدمة                                                                     | ملخص | بدأ بواسطة                 |
| - | ---------------- | ------------------------------------------------------------------------ | --- | -------------------------- |
| 1 | فبراير 2001      | الدرهم الإلكتروني                                                        | أول خدمة إلكترونية تطلقها وزارة المالية في الحكومة الاتحادية لتحل محل الوسائل التقليدية لتحصيل رسوم الخدمات الحكومية.                                                                                          | وزارة المالية              |
| 2 | نوفمبر 2002      | برنامج الحكومة الإلكترونية                                               | تشكيل اللجنة التنسيقية لبرنامج الحكومة الإلكترونية الاتحادية برئاسة وزارة المالية والصناعة | وزارة المالية              |
| 3 | مارس 2003        | استراتيجية الحكومة الإلكترونية                                           | كلفت شركة IBM بإجراء دراسة تقييمية للجهات الاتحادية ووضع خطة التنفيذ | وزارة المالية              |
| 4 | يونيو 2004       | خطة تنفيذ الحكومة الإلكترونية                                            | وقعت مذكرة تفاهم مع مؤسسة الإمارات للاتصالات لتوفير البنية التحتية للحكومة الإلكترونية. وقد قسمت الخطة إلى ثلاث مراحل تنتهي في عام 2007                                                                        | وزارة المالية              |
| 5 | مارس 2005        | بوابة الحكومة الإلكترونية                                                | إطلاق أول بوابة للحكومة الإلكترونية بالتعاون مع اتصالات والتي كلفت حصراً بتنفيذ الخطة | وزارة المالية              |
| 6 | مارس ويوليو 2006 | تكليف وزارة تطوير القطاع الحكومي بالإشراف على برنامج الحكومة الإلكترونية | صدر قرار وزاري بنقل برنامج الحكومة الإلكترونية من وزارة المالية إلى وزارة تطوير القطاع الحكومي | وزارة تطوير القطاع الحكومي |
| 7 | يونيو 2008       | تطوير استراتيجية نظم المعلومات في الحكومة الاتحادية                      | وصدر قرار وزاري بتكليف هيئة تنظيم الاتصالات بقيادة الجهود الرامية إلى وضع استراتيجية لأنظمة المعلومات في الدولة. هيئة تنظيم الاتصالات بالتعاون مع شركة بوز ألن تطور استراتيجية نظم المعلومات للحكومة الاتحادية | هيئة تنظيم الاتصالات       |
| 8 | 2010             | تطوير استراتيجية تطوير الخدمة الحكومية                                   | قام مكتب رئيس الوزراء بتطوير استراتيجية تطوير الخدمات الحكومية والتي كانت العنصر التأسيسي الثالث لاستراتيجية الحكومة الإلكترونية                                                                               | مكتب رئيس الوزراء          |

## البوابة الرسمية لحكومة دولة الإمارات العربية المتحدة
البوابة الرسمية لحكومة دولة الإمارات العربية المتحدة هي (عنوان URL القديم: www. Government.ae). وهو جزء من برنامج الحكومة الإلكترونية الاتحادي ويعد علامة بارزة في عملية التحول الإلكتروني في دولة الإمارات العربية المتحدة.
تجمع هذه البوابة جميع الخدمات الإلكترونية التي تقدمها الجهات الحكومية الاتحادية والمحلية في دولة الإمارات العربية المتحدة تحت مظلة واحدة. كما يوفر معلومات تتعلق بالوصول إلى الخدمات الحكومية من خلال الهواتف المحمولة وغيرها من الأجهزة الإلكترونية المشابهة، ووسائل أخرى مثل أجهزة الصراف الآلي وأجهزة الدفع العامة.
تهدف البوابة إلى تقديم خدمات إلكترونية أكثر وأفضل لشعب دولة الإمارات العربية المتحدة وإشراكهم في سياسات الحكومة وقوانينها ومبادرات المصلحة العامة بهدف نهائي هو تحقيق الشفافية.

### الوظائف
تتمثل وظيفة البوابة الرسمية في العمل كنافذة واحدة أو نقطة دخول واحدة للمستخدمين للوصول إلى الخدمات الإلكترونية الحكومية الفيدرالية والمحلية المختلفة. كما تسهل البوابة تعزيز التواصل بين المتعاملين وممثلي الحكومة والمشاركة الإلكترونية من خلال المنتديات والمدونات والاستطلاعات واستطلاعات الرأي ووسائل التواصل الاجتماعي. Government.ae هي البوابة الأم للبوابات الفرعية المتعلقة بالمشاركة الإلكترونية والخدمات الإلكترونية والخدمات المتنقلة والبيانات المفتوحة لدولة الإمارات العربية المتحدة.

### الخدمات الإلكترونية
تقدم حكومة دولة الإمارات العربية المتحدة مجموعة من الخدمات عبر بوابتها الرسمية Government.ae. وتصنف الخدمات الإلكترونية إلى خدمات للأفراد والشركات والزوار. من خلال الخدمات الإلكترونية، أصبح الآن من السهل جدًا على سكان دولة الإمارات العربية المتحدة الاستفادة من مجموعة متنوعة من الخدمات دون مغادرة منازلهم أو مكاتبهم. تحتوي البوابة على خاصية البحث المتقدم لمساعدة الأشخاص في البحث عن الخدمات التي يريدون الوصول إليها. تحتوي البوابة أيضًا على قسم خاص بالوسائل البديلة للوصول إلى الخدمات الحكومية.

### الخدمات
توفر البوابة أيضًا معلومات كافية عن الخدمات المختلفة المتوفرة عبر الأجهزة المحمولة وكيفية الاستفادة منها بمساعدة الرموز القصيرة وتطبيقات الهاتف المحمول المطورة خصيصًا. تحتوي البوابة على روابط لتحميل تطبيقات الهواتف الذكية للبلاك بيري والآيفون والأندرويد.
إطلق خيار مبتكر وتسهيل للأعمال في عام 2013 عندما كشف عن تطبيق الهواتف الذكية لتسجيل وترخيص الأعمال في دبي.

### المشاركة الإلكترونية
إحدى الميزات الرئيسية للبوابة المحسنة هي تضمين قنوات المشاركة الإلكترونية. استخدمت البوابة الفيدرالية منصات متعددة مثل المنتديات والمدونات والدردشات والاستطلاعات واستطلاعات الرأي وأدوات الوسائط الاجتماعية مثل الفيسبوك وتويتر وفليكر ويوتيوب للوصول إلى عامة الناس وإشراكهم في تواصل نشط مع الحكومة فيما يتعلق بآرائهم والخبرات المتعلقة بالخدمات الحكومية والسياسات وما إلى ذلك.

### البيانات المفتوحة
ضمن البيانات المفتوحة، إتيحت البيانات والمعلومات الحكومية للجمهور. يمكن للناس الآن الوصول إلى البيانات الاقتصادية والإحصاءات السكانية وما إلى ذلك. ويمكن أن تفيد البيانات المفتوحة الطلاب والاقتصاديين والباحثين بشكل خاص والجمهور بشكل عام.

## البنية التحتية لتكنولوجيا المعلومات والاتصالات والاختراق
وفقًا لأرقام هيئة تنظيم الاتصالات (TRA) في مايو 2011، يوجد في دولة الإمارات العربية المتحدة 196.3 اشتراكًا في الهاتف المحمول لكل 100 ساكن، ومع 1,417,519 مشتركًا في الإنترنت، يوجد في الإمارات العربية المتحدة 62.4 مستخدمًا للإنترنت لكل 100 ساكن.

## تصنيف الاستعداد الإلكتروني
الجاهزية الإلكترونية أو مؤشر الجاهزية الشبكية (NRI) يقيس مستوى استعداد حكومة الدولة لتقديم الخدمات والمعلومات عبر الإنترنت والقيمة الإجمالية التي تقدمها للجمهور. يتضمن الجاهزية الإلكترونية أو مؤشر الجاهزية قدرة الحكومة على استخدام تكنولوجيا المعلومات والاتصالات (ICT) لتعزيز ظروفها الاجتماعية والاقتصادية والرفاهية العامة بشكل عام.

### التقرير العالمي لتكنولوجيا المعلومات (GITR)
وفقًا لمؤشر الجاهزية الشبكية 2010-2011، احتلت دولة الإمارات العربية المتحدة المرتبة الأولى بين الدول العربية واحتلت المرتبة 24 من بين 138 دولة تمت مراجعتها في مؤشر الجاهزية الشبكية (NRI)، مما يشير إلى الأهمية التي توليها الدولة لتكنولوجيا المعلومات والاتصالات كأداة حاسمة للتنويع الاقتصادي. تعزيز الكفاءة والوضعrnization. وأظهر التقرير نفسه ترتيب قطر في المركز 25، والبحرين في المركز 30، والمملكة العربية السعودية في المركز 33، وعمان في المركز 41.
تعد دولة الإمارات العربية المتحدة واحدة من الدول القليلة في المنطقة التي حافظت على صعودها المطرد في مخطط تصنيف الجاهزية الإلكترونية. وتقدمت الإمارات العربية المتحدة ستة مراكز في مؤشر الهنود غير المقيمين؛ من المركز 29 بين 127 دولة تمت مراجعتها في 2007-2008 إلى المركز 23 بين 133 دولة تمت مراجعتها في 2009-2010.
وقد احتلت الإمارات مركز الصدارة في «مؤشر الأداء الرقمي في الخليج العربي 2023»،

### مسح الأمم المتحدة للحكومة الإلكترونية
كما تقوم شبكة الأمم المتحدة للإدارة العامة (UNPAN) بإجراء مسح مماثل ونشر تقريرها عن تصنيف الحكومة الإلكترونية. نشر التقرير المسمى "مسح الأمم المتحدة للحكومة الإلكترونية" سنويًا حتى عام 2005 ولكنه أصبح فيما بعد منشورًا يصدر كل سنتين.
لقد مر التصنيف العام لدولة الإمارات العربية المتحدة وفقًا لمسح الأمم المتحدة للحكومة الإلكترونية بالعديد من الصعود والهبوط. وارتفع ترتيب دولة الإمارات العربية المتحدة في استطلاعين متتاليين؛ فقد قفزت من المرتبة 60 في عام 2004 بـ 18 مرتبة لتصل إلى المركز 42 في عام 2005، ثم ارتفعت بمقدار 10 مراتب لتصل إلى المركز 32 في عام 2008. إلا أن مرتبتها شهدت تراجعاً حاداً في عام 2010 لتصل إلى المركز 49. ومع ذلك، بشكل عام، احتلت دولة الإمارات العربية المتحدة المرتبة الرابعة في المنطقة في تقرير 2010. وفي مسح الأمم المتحدة للحكومة الإلكترونية 2024، احتلت دولة الإمارات العربية المتحدةةالمرتبة 11 عالميا في مؤشر الأمم المتحدة العام لتنمية الحكومة الإلكترونية (EGDI) بنتيجة 0.9533

## حكومة الإمارات الإلكترونية
تتولى حكومة الإمارات الإلكترونية مسؤولية تطوير وتنفيذ وصيانة برنامج الحكومة الإلكترونية على المستوى الاتحادي في دولة الإمارات العربية المتحدة. ويتضمن ذلك تجديد وتحديث الأساليب التقليدية لتقديم الخدمات الحكومية وتقديم الخدمات إلكترونيًا من خلال نشر تقنيات المعلومات والاتصالات الحديثة (ICT).

### الخدمات
أنشأت حكومة الإمارات الإلكترونية البوابة الرسمية لدولة الإمارات www.gov.ae، والتي تعد علامة بارزة في عملية التحول الإلكتروني في دولة الإمارات العربية المتحدة. تجمع هذه البوابة كافة الخدمات الإلكترونية والمعلومات التي تقدمها الهيئات الحكومية الاتحادية والمحلية في دولة الإمارات العربية المتحدة تحت مظلة واحدة.
تقدم حكومة الإمارات الإلكترونية خدمات على مستويات G2G وG2B وG2C. تقع البوابة الرسمية لدولة الإمارات العربية المتحدة www.gov.ae ضمن مستوى G2B وG2C. بموجب خدمات G2G، توفر الجهة خدمات سحابية وخدمات مؤشر تقييم المواقع الحكومية (GWEI).

### المبادرات والجوائز
تتولى حكومة الإمارات الإلكترونية الريادة في العديد من المبادرات التي تساعد في تطوير برنامج الحكومة الإلكترونية في دولة الإمارات العربية المتحدة. وتشارك بنشاط في المشاريع التي تعزز استخدام الخدمات الإلكترونية وأدوات تكنولوجيا المعلومات والاتصالات (ICT) من قبل الجهات الحكومية الاتحادية والجمهور بطريقة آمنة وفعالة لتحقيق تقديم أفضل للخدمات والحوكمة الرشيدة.
تعقد حكومة الإمارات الإلكترونية بشكل دوري ورش عمل للموظفين الداخليين وموظفي الحكومة الاتحادية حول موضوعات تتعلق بالحكومة الإلكترونية والخدمات السحابية مثل مراسلات وملافات، واتجاهات تكنولوجيا المعلومات، والاستخدام الفعال لتكنولوجيا المعلومات والاتصالات لتحقيق أهداف الجهة وما إلى ذلك.

#### السياسات والمبادئ التوجيهية
قامت حكومة الإمارات الإلكترونية بصياغة عدد من المبادئ التوجيهية للجهات الحكومية الاتحادية في دولة الإمارات العربية المتحدة. تتناول هذه الإرشادات مواقع الويب واستخدام الوسائط الاجتماعية ومحتوى الويب. كما أصدرت حكومة الإمارات الإلكترونية مسودة وثائق تتعلق بالمشاركة الإلكترونية والبيانات المفتوحة. تشتمل هذه الإرشادات على توصيات بشأن نمط المحتوى والتصميم والتخطيط وميزات إمكانية الوصول وما إلى ذلك لجعل مواقع الحكومة الفيدرالية متوافقة مع المعايير الدولية لمحتوى الويب والتصميم على النحو المنصوص عليه من قبل اتحاد شبكة الويب العالمية.
فازت "إرشادات استخدام وسائل التواصل الاجتماعي" بحكومة الإمارات الإلكترونية بجائزة "أفضل مبادرة للتواصل الاجتماعي للعام 2011". إعدد وثيقة المبادئ التوجيهية بالشراكة والدعم المكثف من برنامج الحوكمة والابتكار في كلية دبي للإدارة الحكومية وبالتعاون مع الجهات الحكومية في دولة الإمارات العربية المتحدة. كما عرض كبار المستشارين في شركة أبحاث تكنولوجيا المعلومات Gartner Inc. وبرنامج الأمم المتحدة للحكومة الإلكترونية مساعدتهم وتوصياتهم في إعداد هذه الوثيقة.

## برامج الحكومة الإلكترونية المحلية
لقد تم إطلاق الحكومة الإلكترونية في دولة الإمارات العربية المتحدة وهي تعمل بنجاح على المستويات المحلية أيضاً. أطلقت حكومات ست من إمارات الدولة السبع، أبوظبي، ودبي، والشارقة، ورأس الخيمة، وعجمان، والفجيرة، بواباتها الرسمية.
تقدم البوابات العديد من الخدمات التفاعلية والمعاملات مثل دفع الفواتير وتجديد التراخيص وما إلى ذلك. بالإضافة إلى ذلك، تقدم بوابات حكومة أبوظبي ودبي معلومات ونصائح للمقيمين والشركات والزوار بشأن المسائل ذات الصلة مثل كيفية التقدم بطلب للحصول على البطاقة الصحية، وكيفية التقدم بطلب للحصول على البطاقة الصحية. الحصول على رخصة القيادة، أو كيفية التقدم بطلب للحصول على التأشيرة.
تهدف حكومة دولة الإمارات العربية المتحدة إلى التحول الإلكتروني أو التحول الإلكتروني للعديد من خدماتها على المستوى الاتحادي. وتتخذ حكومة الإمارات العديد من الخطوات لتحقيق ذلك. الشيخ محمد بن راشد آل مكتوم أكد نائب رئيس الدولة رئيس مجلس الوزراء حاكم دبي، أثناء إطلاق البوابة الاتحادية لدولة الإمارات، على أن "التحول الإلكتروني في دولة الإمارات وتوفير الخدمات الاتحادية والخدمات المحلية من خلال بوابة واحدة تساهم في تعزيز تنافسية الدولة وتفتح آفاقاً أوسع للتواصل المباشر مع فئات المجتمع وتعمل على تعزيز فعالية وكفاءة العمل الحكومي في الدولة."

## روايط خارجية
- البوابة الرسمية لحكومة دولةالإمارات العربية المتحدة

- بوابة دبي الالكترونية